# Lecanodiaspis casuarinae
Lecanodiaspis casuarinae är en insektsart som beskrevs av Williams och Watson 1990. Lecanodiaspis casuarinae ingår i släktet Lecanodiaspis och familjen Lecanodiaspididae.
Artens utbredningsområde är Papua Nya Guinea. Inga underarter finns listade i Catalogue of Life.